# Beryl Marsden
Beryl Marsden (Liverpool, 10 juni 1947) is een Britse zangeres die gerekend wordt tot de Merseybeat.
Beryl Marsden is het pseudoniem van Beryl Hogg. Ze is dus geen bloedverwant van Gerry Marsden van Gerry and the Pacemakers, maar net als hij trad ze op in de Cavern Club in Liverpool en wordt ze gerekend tot de Merseybeat.
Ze maakte deel uit van verschillende groepen, waaronder Shotgun Express, waarin ze aan de zijde optrad van Rod Stewart, Mick Fleetwood en Peter Green.
Haar zangloopbaan liep van 1962 tot 1980.

## Discografie
- I Know /I Only Care About You, 1963
- When The Lovelight Starts Shining Through His Eyes / Love Is Going To Happen To Me, 1964
- Who You Gonna Hurt? / Gonna Make Him My Baby, 1965
- Music Talk / Break-A-Way, 1965
- What’s She Got? / Let’s Go Somewhere, 1966
- Baby It's You, 2007
- Too Late / Everything I Need, 2009

- Bibliothèque nationale de France: cb14015910x (data)
- International Standard Name Identifier: 0000 0000 0303 2578
- Library of Congress Control Number: no2008106727
- MusicBrainz: 8d0f095d-dae6-49cf-be3a-f1717c9b8ca9
- Virtual International Authority File: 22340102
- WorldCat: E39PBJqQvFkjPDyyddwk4wpkjC